# Kawakami Santarō
Kawakami Santarō (japanisch 川上 三太郎, wirklicher Name: Kawakami Ikujirō (川上 幾次郎); * 3. Januar 1891 in der Präfektur Tokio; † 26. Dezember 1968) war ein japanischer Lyriker und einer der sechs großen Senryū-Dichter (japanisch 六大家 rokudaika).
Kawakami studierte bis zu seinem Abschluss 1910 an der Ōkura-Handelsschule, einem Vorläufer der Wirtschaftsuniversität Tōkyō. Nach seinem Abschluss arbeitete Kawakami in einem Handelsunternehmen in Tianjin. Er war Schüler von Inoue Kenkabō (井上剣花坊). Er schrieb seit dem vierzehnten Lebensjahr Gedichte, verfasste ab 1929 eine Kolumne über Senryū für die Zeitschrift Kokumin Shinbun (国民新聞) und gründete den Club Kokumin Shinbunkai. Außerdem gründete er eine eigene Zeitschrift für Senryū-Dichtung. Später war er Redakteur bei der Zeitung Yomiuri Shimbun. Für seinen Beitrag zur künstlerischen Entwicklung des Landes erhielt er als erster Senryū-Dichter in der Geschichte Japans 1966 eine staatliche Auszeichnung, die Medaille mit lila Band des Kaisers von Japan. Kawakami veröffentlichte mehrere Gedichtbände. Die Sammlung Senryū 200-nen erschien in sechs Auflagen.

## Werke
- 新川柳壹萬句集 – Shin senryū ichi man kushū. Isobe Kōyōdō, Tokio 1927, OCLC 673683152 (japanisch).
- 川柳滑稽句集 – Senryū kokkei kushū. Isobe Kōyōdō, Tokio 1928, OCLC 675681689 (japanisch).
- 新川柳大観: 昭和・明治大正 – Shin senryū taikan : Shōwa meiji taishō. Sōbunsha, Tokio 1929, OCLC 33685492 (japanisch).
- Kinrō Yano, Santarō Kawakami (Hrsg.): 川柳漫画全集 – Senryū manga zenshū. Band 1–7, 9–11 (1930–1932). Heibonsha, Tokio 1932, OCLC 674251417 (japanisch).

- ウルトラじんた – Urutora jinta : Meiji no maki (= Senryū manga zenshū. Band 9). 1930, OCLC 19398232 (japanisch, dl.ndl.go.jp).

- 川柳入門 – Senryū nyūmon (= Nyūmon Shinsho). Kawazu shoten, Tokio 1951, OCLC 672499977 (japanisch).
- おんな殿下: 川柳 – Onna denka : Senryū. Chūō Bungeisha, Tokio 1956, OCLC 674425936 (japanisch).
- 川柳 200年 – Senryū 200-nen. Yomiuri Shimbun, Tokio 1966, OCLC 28403277 (japanisch).

## Quelle
- Cinquesettecinque – Kawakami Santarō